# Soleymieu
Soleymieu är en kommun i departementet Isère i regionen Auvergne-Rhône-Alpes i sydöstra Frankrike. Kommunen ligger i kantonen Crémieu som tillhör arrondissementet La Tour-du-Pin. År 2022 hade Soleymieu 849 invånare.

## Befolkningsutveckling
Antalet invånare i kommunen Soleymieu
Referens:INSEE